# Mosaik (Album)
Mosaik ist das 16. Studioalbum der deutschen Schlagersängerin Andrea Berg. Es wurde am 5. April 2019 in Deutschland veröffentlicht. Es ist Bergs zweites Album, das sie mit ihrem eigenen Plattenlabel Bergrecords veröffentlichte.

## Entstehung
Wie schon bei den Vorgängeralben Schwerelos, Abenteuer, Atlantis und Seelenbeben schrieb Andrea Berg alle Texte selbst. Mit Xavier Naidoo sang sie ein Duett ein. Sie beschrieb den Moment, als sie mit dem Sänger in Mannheim im Studio stand, als „magisch“. Sie äußerte den Wunsch, dass der „Song vielen Menschen in dunklen Stunden Halt und Hoffnung geben wird“. Im Titelsong bedankt sich Berg bei den „Mosaiksteinen“ ihres Lebens. Geh deinen Weg ist ihrer Tochter gewidmet.

## Titelliste
1. Mosaik (Text: Andrea Berg, René Baumann, Christian Bömkes / Musik: Christian Bömkes) – 3:37
2. Hallo Houston (Text: Andrea Berg / Musik: René Baumann, Kalvin Pockorny, Julia & Wolfgang von Webenau, Achim Kleist) – 3:38
3. Steh auf (Text: Andrea Berg, René Baumann / Musik: Dillon Dixon, Alex Strasser, Alexs White, René Baumann) – 3:05
4. Geh deinen Weg (Text: Andrea Berg / Musik: Dillon Dixon, Alex Strasser, Alexs White) – 3:18
5. Jung, verliebt und frei (Text: Andrea Berg, Oliver Lukas / Musik: Oliver Lukas, Jens Lühmann) – 3:46
6. Ab sofort wird gelebt (Text: Andrea Berg / Musik: Dillon Dixon, Alex Strasser, Alexs White, René Baumann) – 3:02
7. Es geht mir gut (Text: Andrea Berg / Musik: Thomas Rosenfeld, Axel Breitung) – 3:33
8. Ich bin wegen Dir hier (feat. Xavier Naidoo) (Text: Andrea Berg, Xavier Naidoo / Musik: René Baumann, Xavier Naidoo, Jules Kalmbacher) – 3:20
9. Danke, dass es dich gibt (Text: Andrea Berg / Musik: Tim Bendet) – 3:29
10. Die geheimen Träumer (Text: Andrea Berg, René Baumann / Musik: Oliver Lukas, Jens Lühmann) – 3:12
11. Lass uns keine Zeit verlier’n (Text: Andrea Berg, Thomas Rosenfeld / Musik: René Baumann, Axel Breitung) – 3:06
12. Du musst erst fallen (Text: Andrea Berg, Dieter Bohlen / Musik: Dieter Bohlen) – 3:11
13. Davon geht mein Herz nicht unter (Text: Andrea Berg, Dieter Bohlen / Musik: Dieter Bohlen) – 3:20
14. Unendlichkeit (Text: Andrea Berg, René Baumann / Musik: Basti Becks, Alex Strasser, Alexs White, René Baumann) – 3:15
15. Das Wunder des Lebens (Text: Andrea Berg, Xavier Naidoo, René Baumann / Musik: René Baumann, Xavier Naidoo, Mathias Grosch) – 4:05

## Rezensionen
Schlagerportal.com schrieb: „Andrea Berg präsentiert mit dem neuen Album ein authentisches Mosaik des Lebens. Mosaik besticht durch eine große musikalische Bandbreite und bietet tiefgründige Texte, die fast alle wieder aus der Feder von Andrea Berg selbst kommen.“ Laut.de urteilte: „Faszinierend, wie duld- und genügsam sich eine riesige Zielgruppe diesen wahrlich faden, aufgewärmten Brei wieder und wieder aufs Neue vorsetzen lässt. Möglich, dass die Zombieapokalypse längst in vollem Gange ist.“

## Chartplatzierungen
Mosaik avancierte zum Nummer-eins-Album in Deutschland, Österreich und der Schweiz.
Darüber hinaus erreichte das Album in Deutschland auch die Chartspitze der deutschsprachigen Albumcharts, die Chartspitze der wöchentlichen Schlagercharts sowie die Chartspitze der monatlichen Schlagercharts.
| ChartsChartplatzierungen | Höchstplatzierung | Wochen |
| ------------------------ | ----------------- | ------ |
| Deutschland (GfK)        | 1 (74 Wo.)        | 74     |
| Österreich (Ö3)          | 1 (58 Wo.)        | 58     |
| Schweiz (IFPI)           | 1 (51 Wo.)        | 51     |

| ChartsJahrescharts (2019) | Platzierung |
| ------------------------- | ----------- |
| Deutschland (GfK)         | 5           |
| Österreich (Ö3)           | 8           |
| Schweiz (IFPI)            | 9           |

| ChartsJahrescharts (2020) | Platzierung |
| ------------------------- | ----------- |
| Deutschland (GfK)         | 39          |
| Österreich (Ö3)           | 52          |